# Elisa e Claudio

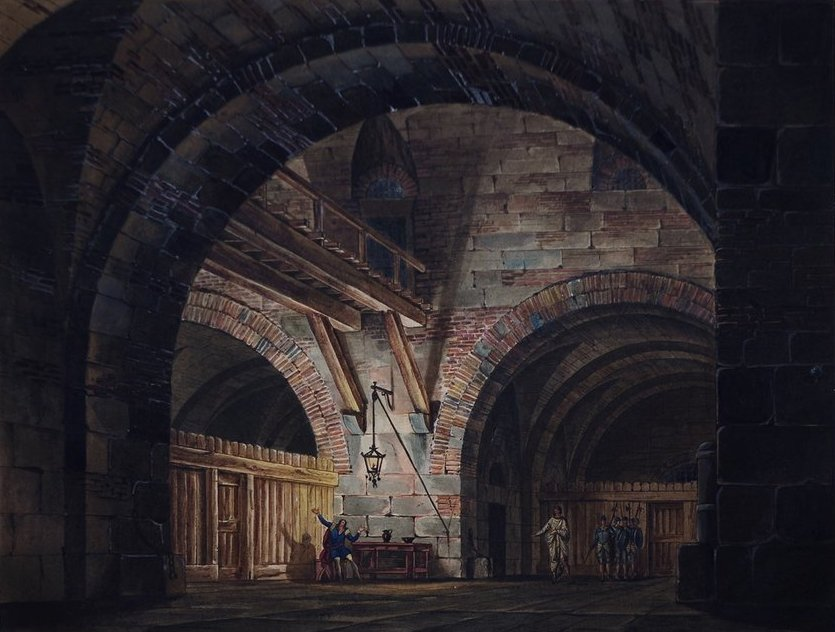
Elisa e Claudio, 1821

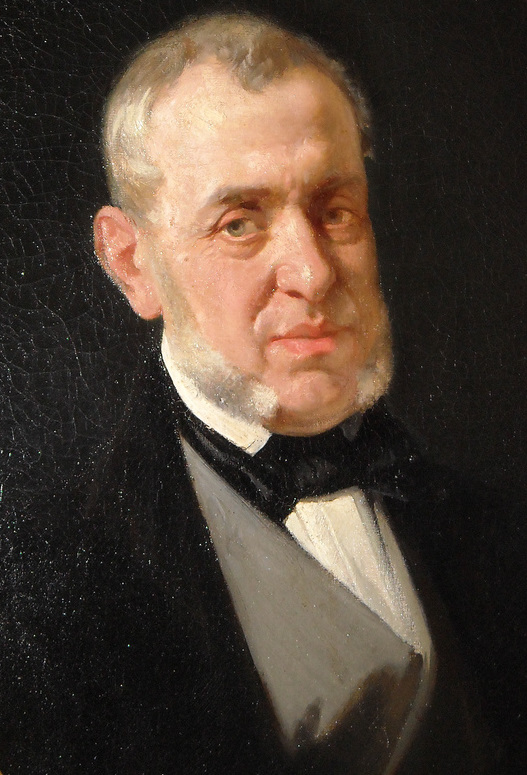
Saverio Mercadante

Elisa e Claudio, ossia L'amore protetto dall'amicizia (Elisa och Claudio, eller Vänskapen är kärlekens beskyddare) är en opera (Melodramma semiserio) i två akter med musik av Saverio Mercadante och libretto av Luigi Romanelli efter Filippo Casaris pjäs Rosella ossia Amore e crudeltà.

## Historia
På uppmuntran från Rossini började den unge Mercadante komponera operor. Åren 1819–1821 fick han åtta operor uppförda, däribland hans dittills största succé Elisa e Claudio, som hade premiär den 30 oktober 1821 på Teatro alla Scala i Milano. Det skulle bli hans enda komiska opera av de omkring 60 operor han komponerade.

## Personer
- Elisa (mezzosopran)
- Claudio, son till greve Arnoldo (tenor)
- Carlotta, Elisas väninna (sopran)
- Greve Arnoldo (bas)
- Markis Tricotazio (baryton)
- Silvia, hans dotter (mezzosopran)
- Celso, hans tjänare, gammal vän till Claudio (tenor)
- Luca, greve Arnoldos tjänare (tenor)
- Elisas och Claudios två barn (stumma roller)

## Handling
Elisa och Claudio är hemligt gifta. Claudios fader, greve Arnoldo, vill dock att sonen ska gifta sig med markis Tricotazios dotter Silvia. Men Silvia är hemligt förälskad i Claudios barndomskamrat Celso, som till råga på allt arbetar som tjänare hos markisen. Efter många förvecklingar slutar allt lyckligt för alla parter.